# Wydundra webberae
Wydundra webberae là một loài nhện trong họ Gnaphosidae.
Loài này thuộc chi Wydundra. Wydundra webberae được Norman I. Platnick & Barbara Baehr miêu tả năm 2006.